# Райони Пакистану
Райони Пакистану (урду ضِلع راولپِنڈى); є адміністративним поділом третього порядку Пакистану, нижче провінцій і відділів, але утворюють перший рівень місцевого самоврядування. Загалом у Пакистані 170 округів, включаючи Столичну територію та райони Азад Кашмір і Гілгіт Балтистан. Ці округи далі поділяються на техсіли та союзні ради[уточнити переклад].

## Історія
У 1947 році, коли Пакистан отримав незалежність, тут було 124 округи. У 1969 році в Східному Пакистані було утворено 2 нових округи (Тангаїл і Патуахалі) загальною кількістю 126. Після здобуття незалежності Бангладеш Пакистан втратив 20 своїх округів, і таким чином було 106 округів. У 2001 році кількість зменшилася до 102 шляхом злиття 5 округів Карачі Центральний, Карачі Східний, Карачі Південний, Карачі Західний і Малір, щоб утворити округ Карачі. Кількість округів знову зросла до 106 у грудні 2004 року, коли в провінції Сінд було створено чотири нові округи, один з яких (Умеркот) існував до 2000 року, а три округи (Кашмор, Камбар і Джамшоро) були створені знову. Нові райони були виділені з районів Мірпур-Хас, Якобабад, Ларкана та Даду відповідно. У травні 2005 року уряд провінції Пенджаб створив новий округ, підвищивши статус Нанкана Сахіба з техсіля округу Шейкхупура до окремого округу. 11 липня 2011 року уряд Сінда знову відновив райони Карачі Південний, Карачі Східний, Малір, Карачі Західний і Карачі Центральний, а пізніше в 2013 році район Корангі було виділено з Карачі Східний округ. В Азад Джамму і Кашмірі був сформований другий рівень влади з трьох адміністративних підрозділів на десять округів. У Гілгіт-Балтистані є десять округів, розділених між двома регіонами Гілгіт і Балтистан. У 2018 році Федерально керовані племінні території (FATA) були об'єднані з провінцією Хайбер-Пахтунхва, а агентства FATA були перетворені на округи.
Чагай є найбільшим районом Пакистану за площею, тоді як округ Лахор є найбільшим за чисельністю населення із загальною чисельністю 11 126 285 осіб за переписом 2017 року. Кветта є найбільшим районом Белуджистану за населенням із загальною чисельністю 2 275 699 осіб за переписом 2017 року. Бахавалпур — найбільший за площею район Пенджабу. Читрал є найбільшим за площею, а Пешавар — найбільшим за населенням серед Хайбер-Пахтунхви з населенням 4 269 079 за переписом 2017 року. Найбільшим районом Сінда за площею є Тарпаркар, а за населенням — Західний Карачі з населенням 3 914 757 осіб за переписом 2017 року. За даними перепису 2017 року, загальне населення шести округів округу Карачі становить понад 16 мільйонів осіб, тобто середнє населення цих шести округів округу Карачі становить понад 2,675 мільйона в кожному. Нілум і Котлі є найбільшими районами Азад Кашміру відповідно за площею та населенням. Гілгіт є найбільшим за площею та населенням у Гілгіт-Балтістані.

## Адміністрація

### Заступник комісара
Заступник комісара є виконавчим головою округу. Заступники комісара призначаються урядом з Пакистанської адміністративної служби.

### Районна рада
Районна рада (або зільна рада) — орган місцевого самоврядування районного рівня.
Функції районної ради включають будівництво та утримання доріг і мостів, будівництво лікарень і амбулаторій, шкіл і навчальних закладів, закладів охорони здоров'я та каналізації, колодязів для питної води, будинків відпочинку, а також координацію діяльності рад Союзу в межах Ради. район.

## Провінції та території

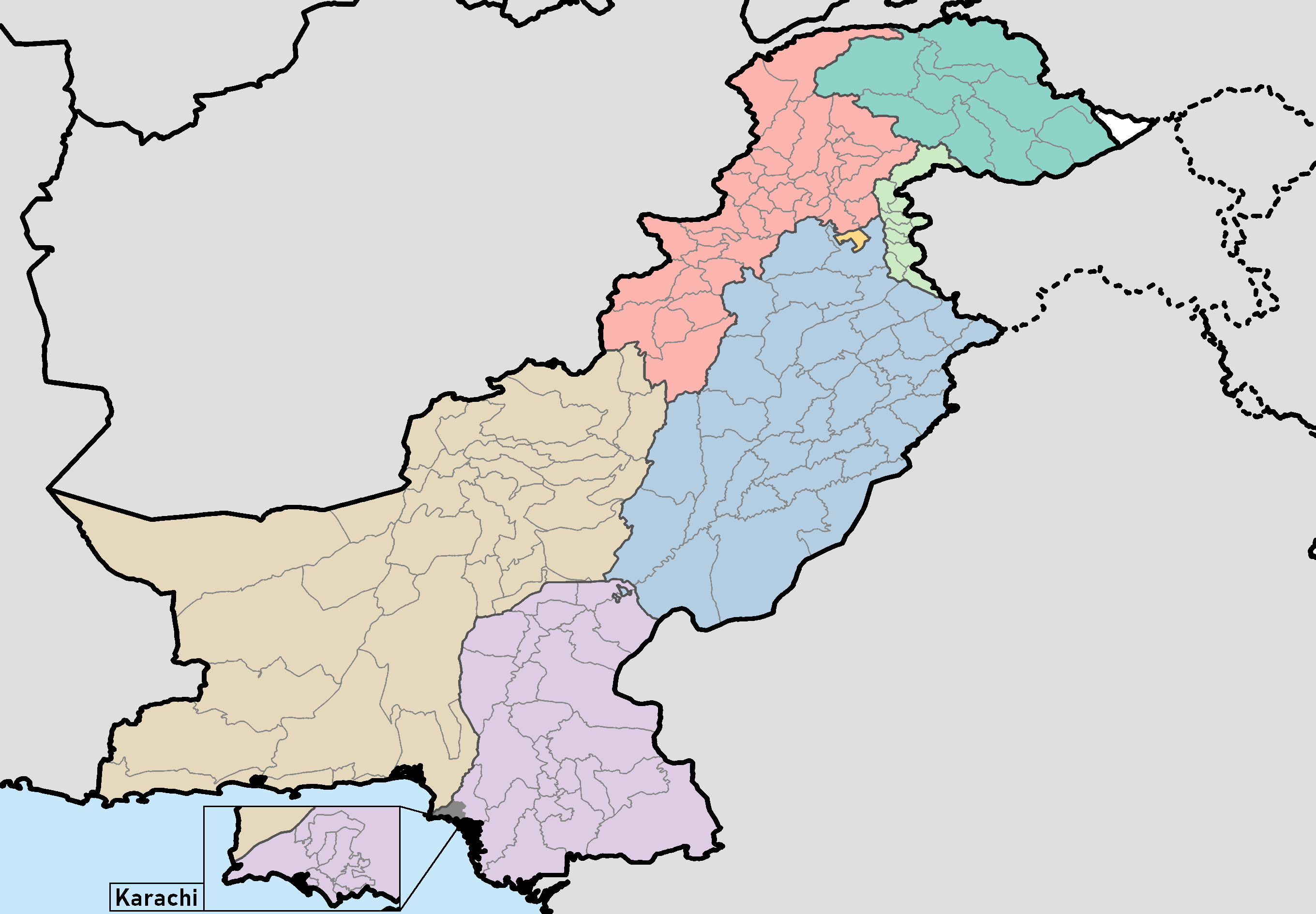
Райони Пакистану

| Номер | Штати / Провінції            | підрозділи | Райони | Площа (км 2) | Населення (2017) | Щільність (людей/км2) |
| ----- | ---------------------------- | ---------- | ------ | ------------ | ---------------- | --------------------- |
| 1     | Азад Джамму і Кашмір         | 3          | 10     | 13,297       | 4,045,366        | 304.23                |
| 2     | Белуджистан                  | 8          | 37     | 347,190      | 12,344,408       | 35,55                 |
| 3     | Гілгіт-Балтістан             | 3          | 14     | 72,971       | 1 492 924        | 47,96                 |
| 4     | Столична територія Ісламабад | 1          | 1      | 906          | 2 006 572        | 2214,76               |
| 5     | Хайбер-Пахтунхва             | 7          | 37     | 101,741      | 35 525 047       | 349,17                |
| 6     | Пенджаб                      | 11         | 42     | 205,344      | 110 012 442      | 535,74                |
| 7     | Сінд                         | 7          | 30     | 140 914      | 47 886 051       | 339,82                |

### Азад Джамму і Кашмір

Райони Азад Джамму і Кашміра

| #  | Район        | Штаб           | Площа (км 2) | Населення (1998) | Населення (2017) | Щільність (людей/км 2) | Поділ        |
| -- | ------------ | -------------- | ------------ | ---------------- | ---------------- | ---------------------- | ------------ |
| 1  | Музаффарабад | Музаффарабад   | 1642         | 453,957          | 650,370          | 394                    | Музаффарабад |
| 2  | Хаттіан Бала | Хаттіан Бала   | 854          | 166 064          | 230,529          | 270                    | Музаффарабад |
| 3  | Neelum       | Атмукам        | 3621         | 125,712          | 191,251          | 53                     | Музаффарабад |
| 4  | Мірпур       | Мірпур         | 1,010        | 333,482          | 456 200          | 452                    | Мірпур       |
| 5  | Бхімбер      | Бхімбер        | 1,516        | 301,633          | 420,624          | 297                    | Мірпур       |
| 6  | Котлі        | Котлі          | 1,862        | 563,134          | 774,194          | 416                    | Мірпур       |
| 7  | Пунч         | Равалакот      | 855          | 411 035          | 500,571          | 585                    | Пунч         |
| 8  | сумка        | сумка          | 770          | 281,721          | 371,919          | 483                    | Пунч         |
| 9  | Хавелі       | Наперед Кахута | 598          | 111,694          | 152,124          | 254                    | Пунч         |
| 10 | Судхнаті     | Палландарі     | 569          | 224 091          | 297,584          | 523                    | Пунч         |

## Подальше читання
- Population Census Organization, Government of Pakistan. List of Districts/Agencies/Tribal Areas. Архів оригіналу за 19 грудня 2010. Процитовано 14 квітня 2006.
- Population Census Organization, Government of Pakistan. List of Tehsils/Talukas with respect to their Districts. Архів оригіналу за 30 грудня 2010. Процитовано 14 квітня 2006.
- Country Profiles, South Asian Media Net. Pakistan >> District Profiles. Архів оригіналу за 18 травня 2011. Процитовано 14 квітня 2006.
- District Governments of Sindh. Local Government Department, Government of Sindh. Архів оригіналу за 26 листопада 2009. Процитовано 16 лютого 2014.